# Conjunto limitado
Em matemática, foram desenvolvidos vários conceitos de conjunto limitado cada um adaptado a seu contexto. A ideia de conjunto limitado está intimamente ligada à ideia de conjunto pré-compacto, ou seja, cujo fecho é compacto. Em espaços métricos completos de dimensão finita, estes conceitos coincidem. 

## Limitação emR{\displaystyle \mathbb {R} }
Um subconjunto dos números reais é limitado se estiver contido num intervalo fechado limitado, ou seja da forma {\displaystyle [a,b]~~a<b\,}.
Se um subconjunto de {\displaystyle \mathbb {R} } está contido num intervalo da forma {\displaystyle (-\infty ,a]\,} diz-se limitado superiormente; se está contido num intervalo da forma {\displaystyle [a,+\infty )\,} diz-se limitado inferiormente.

## Definição em um espaço métrico
- Um conjunto é dito limitado se estiver contido em alguma bola de raio finito.

## Definição em um espaço normado
As definições são equivalentes, frente à desigualdade triangular:
- Um conjunto é dito limitado se estiver contido em alguma bola de raio finito.
- Um conjunto é dito limitado se estiver contido em alguma bola de raio finito centrada na origem.

## Definição em umespaço linear topológico
- Um conjunto {\displaystyle E} é dito limitado se para toda vizinhança da origem {\displaystyle V}, existe um escalar {\displaystyle \lambda } tal que:

{\displaystyle E\subseteq \lambda V}

## Propriedades
- Se {\displaystyle A\subseteq B} e {\displaystyle B} é limitado, {\displaystyle A} é limitado.
- A união finita de limitados é um conjunto limitado.
- Todo conjunto pré-compacto {\displaystyle E} é limitado

Para provar esta última afirmação em um espaço métrico escreva:
{\displaystyle E\subseteq {\overline {E}}\subseteq \bigcup _{n=1}^{\infty }B(x,n)}, {\displaystyle B(n,r)\,} é a bola de centro x e raio n.
Da compacidade, pode-se tomar uma sub-cobertura finita:
{\displaystyle E\subseteq {\overline {E}}\subseteq \bigcup _{n=1}^{N}B(x,n)}, {\displaystyle B(n,r)\,} é a bola de centro x e raio n.
Em espaços lineares topológicos, imite a demonstração substituindo {\displaystyle B_{x,n}\,}, pot {\displaystyle nV\,}

## Conjuntos d-limitados eτ{\displaystyle \tau }-limitados
Todo espaço métrico possui uma topologia induzida pela métrica. Quando este espaço métrico é também um espaço vetorial, pode acontecer de também ser uma espaço linear topológico. Neste caso, o conceito de conjunto limitado na métrica pode diferir do conceito de limitado na topologia. Usa-se a notação d-limitado e tau-limitado.
Cabe observar que um espaço linear topológico Hausdorff nunca é limitado.